# B.J.Love
B.J.Love（英語：B.J.Love），美國男性配音員。出身於密歇根州。
為人熟悉的代表配音作品是SNK電玩格鬥遊戲《餓狼傳說》系列的佛朗哥·巴修和系列頭目沃夫岡·克勞薩（後者後在《格鬥天王'96》出場）。

## 演出作品

### 遊戲
1995年
- 餓狼傳說3（佛朗哥·巴修）
- REAL BOUT 餓狼傳說（佛朗哥·巴修）

1996年
- 格鬥天王'96（沃夫岡·克勞薩）

1997年
- REAL BOUT 餓狼傳說 SPECIAL（佛朗哥·巴修、沃夫岡·克勞薩）

1998年
- REAL BOUT 餓狼傳說2（佛朗哥·巴修、沃夫岡·克勞薩）

2002年
- 格鬥天王2000（沃夫岡·克勞薩[1]）

2008年
- 格鬥天王'98 ULTIMATE MATCH（沃夫岡·克勞薩）

## 腳註